# ماساكي ميازاكي
ماساكي ميازاكي (باليابانية: 宮阪 政樹) (15 يوليو 1989 في طوكيو في اليابان – )؛ هو لاعب كرة قدم ياباني سابق كان يلعب كلاعب وسط.

## وصلات خارجية
- ماساكي ميازاكي على موقع رابطة كرة القدم اليابانية للمحترفين (اليابانية)
- ماساكي ميازاكي على موقع قاعدة بيانات كرة القدم.إي يو (الإنجليزية)
- ماساكي ميازاكي على موقع Soccerway.com (الإنجليزية)
- ماساكي ميازاكي على موقع عالم كرة القدم.نت (الإنجليزية)